# أيسنية (طحلب)
الأَيسَنِيَّة (الاسم العلمي: Eisenia)، جنس طحالب بنية من فصيلة الليسونيات. سُمي الجنس باسم أمين أكاديمية كاليفورنيا للعلوم، غوستاف أيسن.
Eisenia bicyclis (أرامي (نبات)(荒 布)) هو نوع من عشب البحر يشتهر باستخدامه في المطبخ الياباني.

## الأنواع
- Eisenia arborea
- أرامي (نبات)
- Eisenia cokeri
- Eisenia desmarestioides
- Eisenia galapagensis
- Eisenia gracilis
- Eisenia masonii